# Tobias Kurwinkel
Tobias Kurwinkel (* 1978) ist ein deutscher Literaturwissenschaftler und -didaktiker.
Kurwinkel studierte an der Heinrich-Heine-Universität Düsseldorf und an der Universität La Sapienza in Rom die Fächer Germanistik, Anglistik und Philosophie. Von 2005 bis 2006 studierte er Deutsch als Fremdsprache im Zusatzstudium an der Heinrich-Heine-Universität Düsseldorf. 2011 wurde Kurwinkel in Düsseldorf mit einer Arbeit über die Verbindung von Außenseitertum und Friedrich Nietzsches "Kunsttrieben" des Apollinischen und Dionysischen in Thomas Manns Frühwerk bei Bernd Witte und Herbert Anton promoviert.
Von 2002 bis 2011 leitete er die Schreibberatung der Philosophischen Fakultät der Heinrich-Heine-Universität Düsseldorf und war wissenschaftlicher Mitarbeiter am Lehrstuhl für Neuere Deutsche Literaturwissenschaft. Von 2011 bis 2019 war er Universitätslektor für Kinder- und Jugendliteratur sowie Kinder- und Jugendmedien am Fachbereich 10 der Universität Bremen. 2012 gründete er das wissenschaftliche Internetportal KinderundJugendmedien.de, dessen Chefredaktion er bis heute leitet. Als Lehrbeauftragter der Arbeitsstelle für Leseforschung und Kinder- und Jugendmedien (ALEKI) war er von 2014 bis 2019 an der Universität zu Köln tätig. 2019 wurde er auf eine Professur für Literaturwissenschaft und Literaturdidaktik mit dem Schwerpunkt Kinder- und Jugendliteratur an die Universität Duisburg-Essen berufen. 2024 folgte er einem Ruf an die Universität Hamburg auf eine Professur für Neuere Deutsche Literatur, insbesondere Literatur und Kinder- und Jugendkulturen.
Forschungsschwerpunkte Kurwinkels sind Geschichte und Motivik von Kinder- und Jugendliteratur, Erzähl-, Literatur- und Medientheorie, Kinder- und Jugendfilm und Bilderbuch.

## Publikationen (Auswahl)
- Apollinisches Außenseitertum. Konfigurationen von Thomas Manns "Grundmotiv" in Erzähltexten und Filmadaptionen des Frühwerks. Mit einem unveröffentlichten Brief von Golo Mann zur Entstehung der Filmadaption "Der kleine Herr Friedemann"., Würzburg: Königshausen & Neumann 2011, ISBN 978-3826046247
- Kinder- und Jugendfilmanalyse (mit Philipp Schmerheim), Konstanz: UVK 2013, ISBN 978-3825238858
- Bilderbuchanalyse: Narrativik – Ästhetik – Didaktik, Tübingen: Narr 2020, ISBN 978-3825254797
- Handbuch der Kinder- und Jugendliteratur  (hrsg. mit Philipp Schmerheim), Stuttgart: Metzler 2020, ISBN 978-3476047205
- Narratoästhetik und Didaktik transmedialer Motive in Kinder- und Jugendmedien: Von literarischen Außenseitern, dem Vampir auf der Leinwand und dem Tod im Comicbuch (hrsg. mit Stefanie Jakobi), Tübingen: Narr 2022, ISBN 978-3-7720-8708-0